# Colipa (municipalité)
La municipalité de Colipa est l'une des 212 municipalités de l'État de Veracruz, et est située dans la partie centrale de cet État. Située légèrement à l'ouest du golfe du Mexique, elle se trouve à cheval sur les bassins versants de deux fleuves côtiers, ainsi que sur les piémonts de la Sierra de Chiconquiaco, prolongement oriental du massif de la Sierra Madre orientale. Son chef-lieu est la localité éponyme de Colipa. Elle dépend de la région administrative de Nautla, du nom du fleuve Río Nautla qui la traverse, et est une des 10 subdivisions administratives de l'État de Veracruz.

## Géographie
La municipalité de Colipa s'étend de part et d'autre du fleuve côtier Río Colipa, qui la traverse su sud-ouest au nord-est, et prend appui à l'ouest sur un autre fleuve côtier, la Río Juchique, qui forme alors sa limite. Ces deux fleuves se jettent plus à l'ouest dans le golfe du Mexique. Assise pour partie sur les piémonts, puis les contreforts de la Sierra de Chiconquiaco, prolongement oriental de la Sierra Madre orientale, son altitude oscille entre 10 et 600 mètres. Son chef-lieu, la localité éponyme de Colipa, se trouve dans la partie sud-ouest de son territoire, entre le fleuve Río Colipa à l'est, et l'un de ses affluents à l'ouest. Son territoire couvre une superficie de 129,6 km2, et était peuplé en 2020 de 5743 habitants, pour une densité de 44,3 habitants par km2.
Cette municipalité est limitrophe au nord et à l'est de celle de Vega de Alatorre, à l'ouest de celle de Misantla, et au sud de celles de Yecuatla et de Juchique de Ferrer.

## Composition et démographie
La municipalité était composée en 2020 de 54 localités, dont aucune n'était considérée comme urbaine, toutes étant rurales.
| Localité                  | Population |
| ------------------------- | ---------- |
| Colipa                    | 2482       |
| Colonia Teodoro A. Dehesa | 456        |
| Cerro del Aguacate        | 379        |
| La Piedrilla              | 230        |
| Cerro del Tigre           | 225        |
| Reste des localités       | 1971       |
| Total population          | 5743       |

En plus de l'espagnol, plusieurs langues amérindiennes sont parlées dans la municipalité, dont les principales sont par ordre d'importance : le nahuatl et le popoluca.

## Histoire

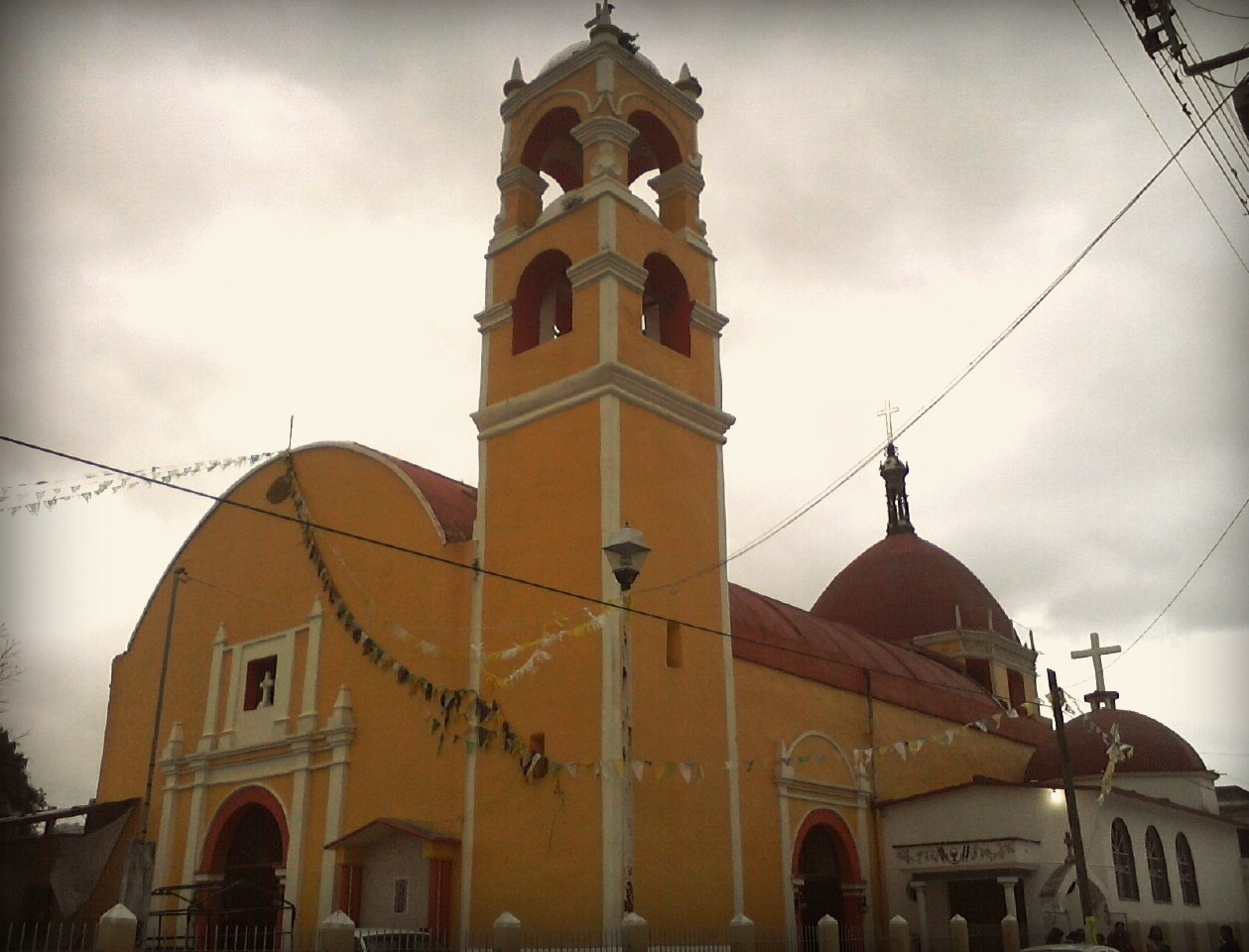
Église San Francisco de Asís

Le territoire connaît une occupation totonaque durant la période préhispanique. Un site archéologique comprenant des sépultures de cette période est ainsi connu dans la localité de La Pahua.
Durant la période hispanique est créée dans la localité de Colipa la paroisse de San Francisco de Asís (Saint-François-d'Assise).
Jusqu'en 1868, la municipalité de Colipa possède la juridiction sur les futures municipalités de Vega de Alatorre et de Juchique de Ferrer.

## Économie

### Agriculture et élevage
La superficie des parcelles semées représentait en 2019 une surface totale de 920 hectares, parmi lesquels 655 hectares étaient voués à la culture du maïs, 160 hectares étaient voués à la culture du caféier, et 45 hectares étaient voués à celle du haricot.

En 2020, la production de viande par tonnes comprenait 653,6 tonnes de viande bovine, 239,4 tonnes de viande porcine, 20,2 tonnes de viande ovine, 0,7 tonnes de viande caprine, 77,2 tonnes de volailles, et 4,9 tonnes de dinde. La superficie vouée à l'élevage représentait alors 4244 hectares.